# Bình Lục, Vận Thành
34°49′49″B 111°12′14″Đ / 34,83028°B 111,20389°Đ

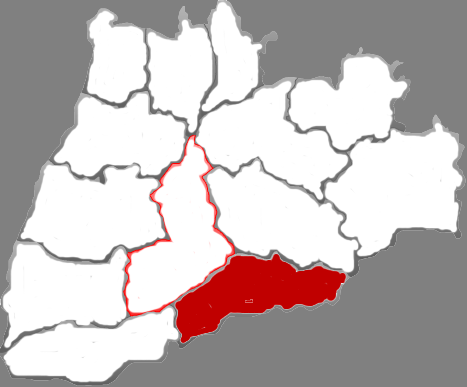
Bình Lục, Vận Thành

Bình Lục (chữ Hán giản thể:平陆县, âm Hán Việt: Bình Lục huyện) là một huyện thuộc địa cấp thị Vận Thành, tỉnh Sơn Tây, Cộng hòa Nhân dân Trung Hoa. Huyện Bình Lục có diện tích 1173,5 km², dân số năm 2003 là 250.000 người. Huyện Bình Lục có 5 trấn và 11 hương.
- Trấn: Thành Quan, Thường Lạc, Trương Điếm, Trương Thôn, Tào Xuyên, Hồng Trì.
- Hương: Tây Hầu, Lưu Sử, Lão Thành, Đỗ Mã, Bộ Quan, Tình Cương, Nam Thôn, Tam Môn, Pha Để, Hạ Bình.